# Laurentius Segerlind
Laurentius Segerlind, född 15 juli 1774 på rusthållet Högsgården i Segerstads socken i Skaraborgs län, död 2 augusti 1834 i Göteborg, var en svensk traktör, hotelldirektör och teaterchef.

## Segerlinds värdshus
Segerlind var son till en Lars Larsson och gick åren 1791-1794 på Katedralskolan i Skara. Hans önskan var att bli präst, vilket det inte fanns pengar till, varför han begav sig till Göteborg. Han kom här i lära hos vagnmakare Westring på Vallgatan, där han stannade i flera år.
Han gifte sig med den åtta år äldre Johanna Margareta Jansson från Marstrand, som drev ett litet värdshus och ansågs ha "någon förmögenhet". Segerlind blev nu själv traktör och köpte ett tvåvåningshus vid Vallgatan 64. Den 14 maj 1802 fick han magistratens tillstånd att bedriva "traktörsnäring", varpå huset byggdes på med ytterligare en våning. Just då verksamheten tog fart inträffade den stora branden i slutet av 1802 som slukade Segerlinds hus tillsammans med hundratals andra.
Med vänners hjälp fick han därefter köpa ett stenhus vid Drottninggatan 126, där han redan vid påsktid 1803 färdig med "diverse glada och möblerade rum för resande samt drängkamrar och stall för hästar, äfven vagnbodar". Följande meddelande gick ut: "Som den olyckeliga eldsvådan skiljt mig från mitt förra hus under n:r 64 Vallgatan, är jag nu flyttad i mitt senare tillhandlade stenhus n:r 126 Drottninggatan nära vallen, varest äro glada och möblerade rum för resande; all möjlig uppassning och spisning om så önskas. L. Segerlind, Traktör."
 Värdshuset höll en så hög klass att landshövdingen i Värmland Nils Nilsson Silfverschiöld bodde här den 13 april samma år. Verksamheten utvecklades väl och det blev goda förtjänster.

## Göta källare

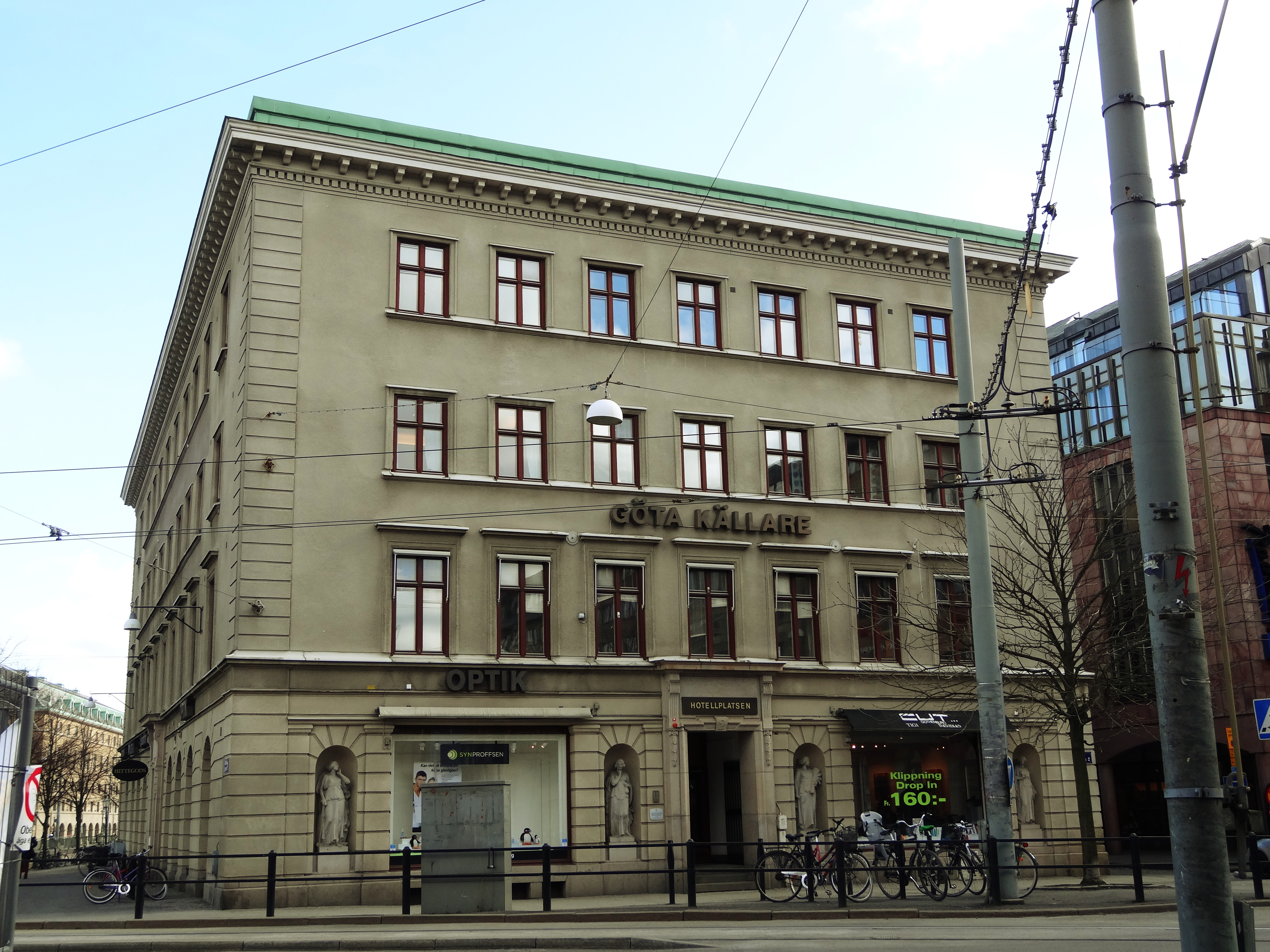
F.d. hotellet Göta källare vid Hotellplatsen i Göteborg.

Efter fredstraktaten 1809 fick Segerlind idén att bygga det första riktiga hotellet i staden, vilket skedde 1810-1812 då Hotel Göta källare stod klart.

## Segerlindska teatern
I nästa projekt valde Segerlind att investera i ett teaterbygge, Segerlindska teatern, som låg mittemot Göta källare vid Södra Hamngatan 61 i Göteborg. Bygget pågick 1814-1816, då den invigdes i augusti. Teatern blev då Sveriges näst största, efter Kungliga operan. De positiva ekonomiska resultaten uteblev dock, och den 14 mars 1820 överlämnades teatern med inventarier till finansiärerna. På denna affär förlorade Segerlind 60 000 riksdaler banco.

## Segerlindska ängen
Den "Segerlindska ängen" var området där nu Trädgårdsföreningen ligger, av kung Karl XIV Johan beskriven i bifallet om Trädgårdsföreningens bildande: ...att uplåta den så kallade Segerlindska ängen mellan Wallgrafwen och Nya Allén från Fattighusån till Gamla Allén.

## Brandväsendet och socialt patos
Segerlind utmärkte sig även inom brandväsendet, som brandmästare vid spruta n:r 3 och den stora branden i november 1804 fick han av staden en silverkanna med inskriften För nit och oförtrutenhet vid eldsvådan i Göteborg 1804. I 39 år var han huvudansvarig för denna brandspruta. Vid frivilliga brandkårens bildande 1831 blev Segerlind vald till hedersledamot.
Stora omsorg om andra visade han ofta prov på. Till exempel var han under många år ordförande ("lådmästare") i Sjuk- och begravningskassan. Han stiftade även sällskapet De fattiges vänner, som sammanträdde varje måndag i hans hem. Som ett hedersbevis fick han av Karl XIV Johan medaljen För medborgerlig förtjänst i guld. Redan den 4 juli 1823 fick "Borgaren Segerlind" på landshövding Axel von Rosens förslag av Kungl. Maj:t ekonomidirektörs namn, heder och värdighet.

## Familj
Någon gång under åren 1812-1815 dog hans hustru, men han gifte om sig året därpå med Johanna Sandahl som han fick flera barn med, bland annat sonen Laurentius. Han förlorade även sin andra fru efter några år. År 1825 gifte han sig med Sigrid Elisabet Roempke, med vilken han fick två barn.    
Segerlind dog av "bröstsjuka" på Göta källare, samma dag som hans äldsta dotter Brita Charlotta skulle gifta sig, natten den 2 augusti 1834, och några dagar efteråt dog även hans tjugo år yngre bror Petter i den nyligen utbrutna koleran.
Enligt bouppteckningen uppgick hans förmögenhet till 27 525 riksdaler banco.